# Ligota Wielka (Otmuchów)
Ligota Wielka (deutsch Ellguth; auch Königlich Ellguth; bis 1945 zuletzt Neuensee) ist ein Dorf der Stadt- und Landgemeinde Otmuchów im Powiat Nyski in der Woiwodschaft Opole in Polen.

## Geographie

### Geographische Lage
Das Straßendorf Ligota Wielka liegt im Südwesten der historischen Region Oberschlesien. Der Ort liegt etwa sechs Kilometer nordwestlich des Gemeindesitzes Otmuchów, etwa 19 Kilometer westlich der Kreisstadt Nysa und etwa 73 Kilometer südwestlich der Woiwodschaftshauptstadt Opole.
Ligota Wielka liegt in der Przedgórze Sudeckie (Sudetenvorgebirge) innerhalb der Obniżenie Otmuchowskie  (Ottmachauer Senke). Das Dorf liegt am Nordufer des Jezioro Otmuchowskie (Ottmachauer Staubecken). Im Ort liegt der Bahnhof Otmuchów Jezioro, welcher an der Bahnstrecke Nysa–Kamieniec liegt.

### Nachbarorte
Nachbarorte von Ligota Wielka sind im Nordwesten Lubiatów (Lobedau), im Nordosten Maciejowice (Matzwitz) sowie im Südosten Sarnowice (Sarlowitz).

## Geschichte
Ellguth, das zur bischöflichen Kastellanei Ottmachau gehörte, wurde 1261 erstmals unter der lateinischen Bezeichnung „major Lghota“ erwähnt. Damals verkaufte der Breslauer Bischof Thomas I. die Ellguther Scholtisei nach deutschem Recht einem Peter Puscowitcz. Damit wurde zugleich eine frühere Urkunde, die sich nicht erhalten hat, erweitert. Zusammen mit dem Ottmachauer Kastellaneigebiet gelangte es 1290 an das neu gegründete Fürstentum Neisse, in dem die Breslauer Bischöfe sowohl die geistliche als auch die weltliche Macht ausübten. Für das Jahr 1310 ist die Ortsbezeichnung „Elgotha magnum“ belegt. 1342 gelangte Ellguth zusammen mit dem Fürstentum Neisse als ein Lehen an die Krone Böhmen. Für das Jahr 1370 ist der Ortsname Elgotha überliefert.
Nach dem Ersten Schlesischen Krieg 1742 fiel Ellguth zusammen mit dem größten Teil Schlesiens an Preußen.
Mit der Säkularisation des preußischen Anteils des Fürstentums Neisse 1810 wurde die Herrschaft der Breslauer Bischöfe in diesem Anteil beendet. Nach der Neugliederung Schlesiens 1813 gelangte Ellguth an den Landkreis Grottkau, der zugleich vom Regierungsbezirk Breslau in den oberschlesischen Regierungsbezirk Oppeln eingegliedert wurde. 1845 bestanden im Dorf ein Schloss, eine Betkapelle, eine Brennerei, ein Wirtshaus, eine Scholtisei sowie 107 weitere Häuser. Im gleichen Jahr lebten in Ellguth 475 Menschen, allesamt katholisch. 1855 lebten 666 Menschen in Ellguth. 1865 bestanden im Ort eine rittermäßige Scholtisei, elf Bauern, sieben Halbbauern, 39 Gärtner-, 332 Häuslerstellen und 16 Einlieger. Die zweiklassige Schule wurde im gleichen Jahr von 169 Schülern besucht. 1874 wurde der Amtsbezirk Ellguth errichtet, zu dem die Landgemeinden Ellguth, Gräditz, Matzwitz und Sarlowitz sowie die Gutsbezirke Ellguth, Gräditz und Matzwitz gehörten. 1885 zählte Laßwitz 613 Einwohner.
1929 wurde in Ellguth eine katholische Kirche errichtet, nachdem die bisher benutzte Schlosskapelle dem Bau des Ottmachauer Stausees zum Opfer gefallen war. 1933 lebten in Ellhuth 535 Menschen. 1939 lebten 532 Menschen in Neuensee. Bis Kriegsende 1945 gehörte der Ort zum Landkreis Grottkau.
Als Folge des Zweiten Weltkriegs fiel Neuensee 1945 wie fast ganz Schlesien an Polen und wurde in Ligota Wielka umbenannt. Die deutsche Bevölkerung wurde weitgehend vertrieben. Die neuen Bewohner waren zum Teil Heimatvertriebene aus Ostpolen, das an die Sowjetunion gefallen war. 1950 wurde es der Woiwodschaft Oppeln eingegliedert. 1999 kam der Ort zum wiedergegründeten Powiat Nyski. 2006 lebten 357 Menschen im Ort.

## Sehenswürdigkeiten
- Die katholische Kirche der Schmerzensreichen Muttergottes wurde 1929 errichtet. 1982 wurde sie zur Pfarrkirche für die Ortschaften Ligota Wielka, Sarnowice (Sarlowitz; 1936–1945: Stranddorf) und Lubiatów (Lobedau) erhoben.[8]
- Das Rittergut mit dem Schloss Ellguth war von 1755 bis 1928 im Besitz der Familie Drescher. Danach beherbergte es eine Landwirtschaftsschule. Im Zweiten Weltkrieg wurde es beschädigt und nach 1945 devastiert.[9]

## Persönlichkeiten
- Konstantin Gloger (1745–1814); Abt der Zisterzienserklöster Heinrichau im Fürstentum Münsterberg und Zirc in Ungarn